# Szczecyn
Szczecyn – wieś w Polsce położona w województwie lubelskim, w powiecie kraśnickim, w gminie Gościeradów.
Wieś szlachecka Szczecyn położona była w drugiej połowie XVI wieku w powiecie urzędowskim województwa lubelskiego.
W latach 1975–1998 miejscowość administracyjnie należała do województwa tarnobrzeskiego.
Wieś stanowi sołectwo gminy Gościeradów. Według Narodowego Spisu Powszechnego (2011) wieś liczyła 532 mieszkańców.
2 lutego 1944 Szczecyn wraz z sąsiednimi wsiami (Borów, Wólka Szczecka, Łążek Zaklikowski, Łążek Chwałowski, Karasiówka) został spacyfikowany przez kilkutysięczną ekspedycję niemiecką. Okupanci doszczętnie spalili wieś, mordując od 265 do 368 osób – w tym wiele kobiet i dzieci. Niemcy spalili także szkołę oraz 142 gospodarstwa wraz z żywym inwentarzem.